# Benoît Pilon
Benoît Pilon est un réalisateur et scénariste québécois, né le 27 juillet 1962 à Montréal,. Il cofonde la boîte de production Les Films de l'autre en 1982 et son troisième long métrage, Roger Toupin, épicier variété (2003) est lauréat de nombreux prix, dont le Jutra du meilleur documentaire québécois au Gala Québec Cinéma et le Bayard d’or du meilleur documentaire au Festival de Namur en Belgique.

## Filmographie
- La rivière rit (1987)
- Rap sur la « Main » (1994)
- Regards volés (1994)
- Rosaire et la Petite-Nation (1997), documentaire
- Réseaux (1998) Série TV
- 3 sœurs en 2 temps (2003) , documentaire
- Roger Toupin, épicier variété (2003), documentaire
- Le Temps des Québécois (2004), documentaire
- Nestor et les Oubliés (2006) , documentaire
- Hôtel de la grève (2007)
- Des nouvelles du Nord (2007), documentaire
- Ce qu'il faut pour vivre (2008)
- Décharge (2011)
- Iqaluit[4] (2016)
- Le Club Vinland (2021)